# ISO 45001
ISO 45001 «Системи управління охороною здоров'я та безпекою праці. Вимоги» — це стандарт ISO для систем управління охороною здоров'я та безпекою праці (OH & S), опублікований у березні 2018 року. Метою ISO 45001 є зменшення професійних травм та захворювань.
Стандарт базується на Британському стандарті OHSAS 18001, робочих стандартах, конвенціях та керівних принципах Міжнародної організації праці (МОП) та національних стандартів.
ISO 45001 також слідує Структурі високого рівня інших стандартів ISO, таких як ISO 9001: 2015 та ISO 14001: 2015, що спрощує інтеграцію цих стандартів.
В Україні стандарт прийнятий 26.12.2019 р. Наказом 502 ДП УНДІНЦПССЯ як ДСТУ ISO 45001:2019. Введений в дію 01.01.2021 р.

## Розробка
ISO 45001 був запропонований 25 жовтня 2013 р. Комітет ISO / PC 283, створений у 2013 р. Тоді ж був створений план підготовки проекту та публікації стандарту ISO 45001:
I етап — ISO/CD 45001 (перший проект комітету) опублікований у середині 2014 р.;
II етап — ISO/DIS 45001 (перший проект міжнародного стандарту) буде опублікований на початку 2015 р.;
III етап — ISO/FDIS 45001 (остаточний проект міжнародного стандарту) буде опублікований на початку 2016 р.;
IV етап — підсумковий стандарт ISO 45001 буде опублікований наприкінці 2016 р.
У липні 2014 р. проектний комітет ISO/PC 283 представив проект стандарту ISO 45001. Даний етап роботи комітету визначається як стадія CD (Committee Draft — проект комітету).
Проект стандарту ISO 45001 розроблюється на основі OHSAS 18001:2007 «Системи менеджменту гігієни і безпеки праці. Вимоги», підготовленому Британським інститутом стандартів (BSI) у 1999 р. В Україні чинний ДСТУ OHSAS 18001:2010, який ідентичний другому виданню OHSAS 18001:2007.
Не менше 70 країн внесли свій внесок у розробку проекту. Підготовка та робота комітетів тривала до 2015 року. З 2015 до 2017 року перший проект не отримав достатньої кількості голосів від членів комісії. У підсумковому голосуванні стандарт отримав 62 голоси — за, дев'ять таємних голосів і чотири негативних від Франції, Індії, Іспанії та Туреччини.

## Сертифікація
Очікується, що ISO 45001 замінить OHSAS 18001 протягом трьох років після публікації. Він використовує стандартну структуру системи управління, що дозволяє спростити інтеграцію з іншими стандартами системи управління, такими як ISO 9001 та ISO 14001.

## Адаптація
ISO 45001 був прийнятий за національним стандартом Албанією, Аргентиною, Австрією, Бельгія, Бразилією, Болгарією, Чилі, Коста-Рикою, Хорватією, Данією, Естонією, Фінляндією, Німеччиною, Грецією, Угорщиною, Ірландією, Італією, Малайзією, Нідерландами, Норвегією. Ухвалення в якості національного стандарту розглядається Австралією.

## ISO 45001 зміни порівняно з OHSAS 18001:2007
- Контекст організації (п. 4.1): організація повинна визначати внутрішні та зовнішні питання, що мають відношення до своєї мети, і які впливають на його здатність досягти очікуваних результатів своєї системи управління OH & S.
- Розуміння потреб та очікувань працівників та інших зацікавлених сторін (п. 4.2): зацікавлені сторони — це працівники, постачальники, субпідрядники, клієнти, регулюючі органи.
- Ризики та можливості (пункти 6.1.1, 6.1.2.3, 6.1.4): компанії повинні визначати, розглянути і, у разі необхідності, вживати заходів для усунення будь-яких ризиків або можливостей, які можуть вплинути (позитивно або негативно) на здатність системи управління для досягнення своїх очікуваних результатів, включаючи підвищення рівня здоров'я та безпеки на робочому місці.
- Принцип лідерства та управління (пункти: 5.1) має більш сильний акцент на вищому керівництві для активного залучення та відповідальності за ефективність системи менеджменту.